# Балликолла

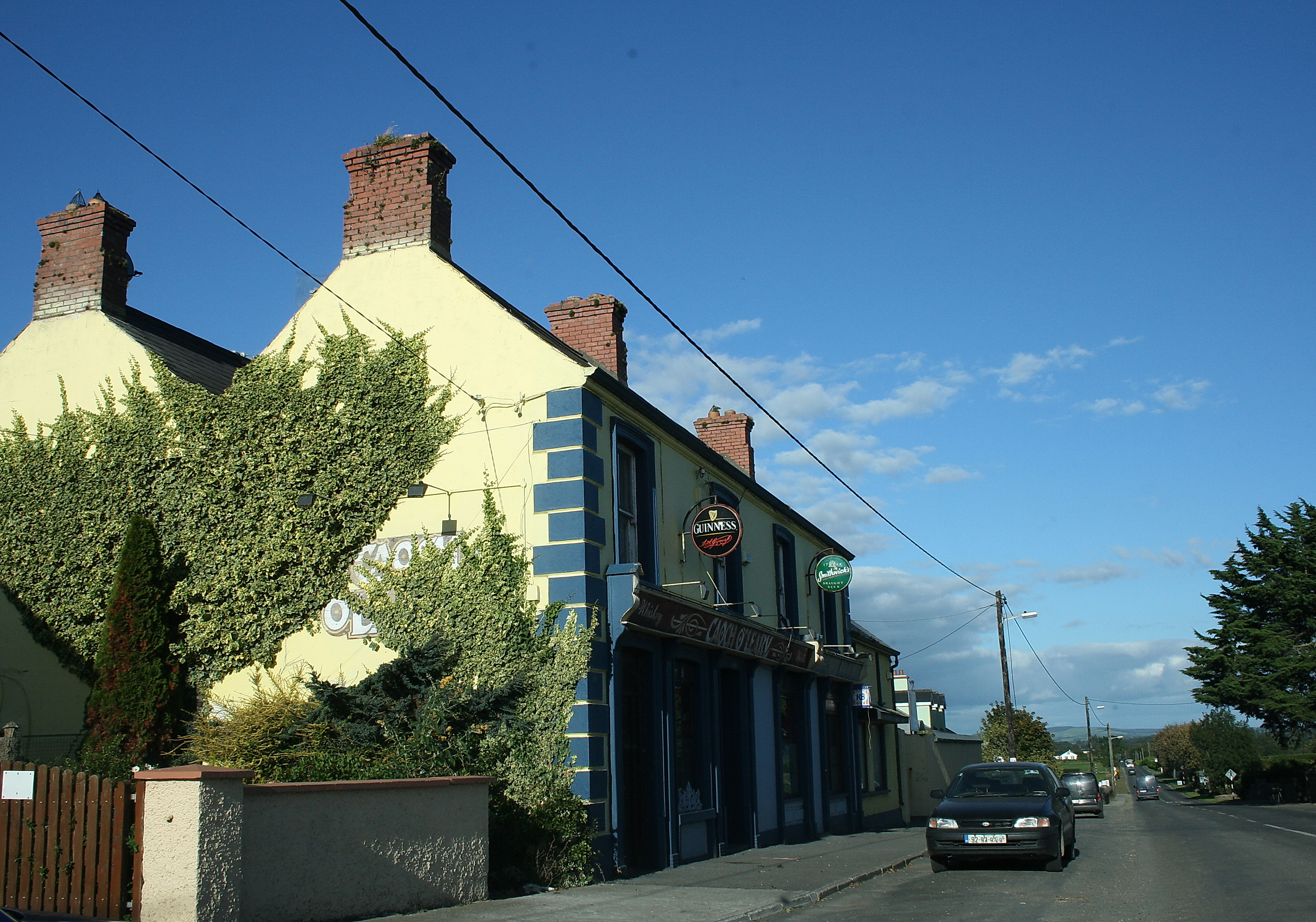
Вид на деревню с трассы

Балликолла (англ. Ballycolla; ирл. Baile Cholla) — деревня в Ирландии, находится в графстве Лиишь (провинция Ленстер).

## Демография
Население — 127 человек (по переписи 2006 года).
Данные переписи 2006 года:
| Общие демографические показатели |               |                               |                               |      |      |
| Всё население                    | Всё население | Изменения населения 2002—2006 | Изменения населения 2002—2006 | 2006 | 2006 |
| 2002                             | 2006          | чел.                          | %                             | муж. | жен. |
| -                                | 127           | 127                           | -                             | 63   | 64   |